# Swakopmund-Kramersdorf
Kramersdorf, selten auch fälschlicherweise afrikaans Kramersdorp,  ist eine Vorstadt von Swakopmund in Namibia. Sie ist nach dem Bauingenieur Friedrich Kramer benannt. Kramersdorf wird teilweise als Teil von Central bezeichnet.
Der Stadtteil liegt im Osten der Stadt südlich der Nationalstraße B2. Er erstreckt sich über etwa 2 km (inkl. der Erweiterungsgebiete (englisch Extensions) im Osten) entlang des Swakop und der Dünen der Namib. Im Westen wird er von der Moses-ǁGaroëb-Straße mit dem Kramersdorf-Haus und Central begrenzt.
Kramersdorf gilt als der wohlhabendste Stadtteil von Swakopmund. In ihm lebten zahlreiche Persönlichkeiten wie Alfons Weber.

## Anmerkung
1. ↑  Anmerkung: Dieser Artikel enthält Schriftzeichen aus dem Alphabet der im südlichen Afrika gesprochenen Khoisansprachen. Die Darstellung enthält Zeichen der Klicklautbuchstaben ǀ, ǁ, ǂ und ǃ. Nähere Informationen zur Aussprache langer oder nasaler Vokale oder bestimmter Klicklaute finden sich z. B. unter Khoekhoegowab.